# Pedro Betancourt

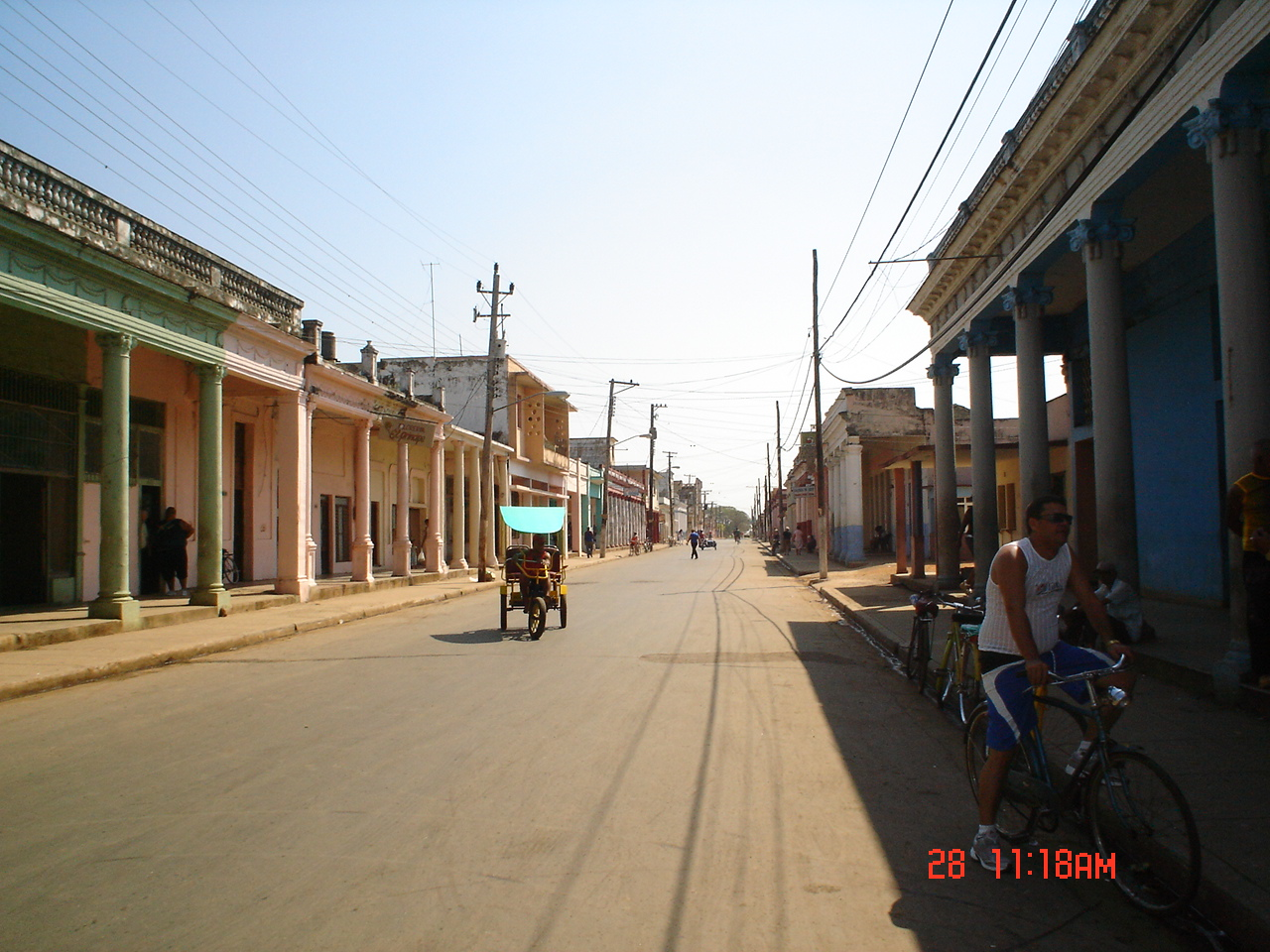

Pedro Betancourt é um município de Cuba pertencente à província de Matanzas. 